# Peulanggahan
Peulanggahan is een bestuurslaag in het regentschap Banda Aceh van de provincie Atjeh, Indonesië. Peulanggahan telt 2013 inwoners (volkstelling 2010).